# Rosenborg IHK
Rosenborg Ishockeyklubb (RIHK) är en ishockeyklubb från Trondheim. Den grundades som underavdelning till Rosenborg BK 1934. Klubbens fotboll- och hockey avdelning separerades till två självständiga klubbar 1991. När Trondheim IK lades ner 2008 öppnades vägen för Rosenborg IHK att ta klivet upp i den Norska elitserien där klubbens seniorlag spelade mellan 2010 och 2014.  Sedan dess har de inte haft något topplag. Endast junioravdelningen. Rosenborg spelade sin hemmamatcher på uteis fram till Leangen Ishall färdigställdes 1977.

## Tidigare spelare
- Jan Roar Fagerli
- Svein Enok Nørstebø
- Paul Vincent